# NGC 3249
NGC 3249 је спирална галаксија у сазвежђу Шмрк (Пумпа) која се налази на NGC листи објеката дубоког неба.
Деклинација објекта је - 34° 57' 50" а ректасцензија 10h 26m 22,0s. Привидна величина (магнитуда) објекта NGC 3249 износи 13,2 а фотографска магнитуда 13,9. NGC 3249 је још познат и под ознакама ESO 375-24, MCG -6-23-28, IRAS 10240-3442, PGC 30657.